# Herminio Menéndez
Herminio Menéndez Rodríguez (* 20. Dezember 1953 in Candás) ist ein ehemaliger spanischer Kanute.

## Erfolge
Herminio Menéndez gehörte bei den Olympischen Spielen 1972 in München unter anderem zum spanischen Aufgebot im Vierer-Kajak auf der 1000-Meter-Strecke, mit dem er nach dem letzten Platz im Vorlauf als Vierter des Hoffnungslaufes vorzeitig ausschied. Auch mit José María Esteban kam er im Zweier-Kajak über 1000 Meter nicht über das Halbfinale hinaus. Weitaus erfolgreicher verliefen für ihn die Olympischen Spiele 1976 in Montreal. Neben José María Esteban, José Ramón López und Luis Gregorio Ramos war er erneut Teil der Vierer-Kajak-Mannschaft, die sich nach Siegen in den Vorläufen und Halbfinalläufen für das Finale qualifizierte. Dort mussten sich die Spanier lediglich dem sowjetischen Vierer geschlagen geben und gewannen somit die Silbermedaille. Darüber hinaus startete Menéndez im Einer-Kajak auf der 500-Meter-Strecke der, in der er ebenfalls in den Endlauf einzog. In 1:48,40 Minuten verpasste er als Vierter hinter Rüdiger Helm, der eine Zehntelsekunde schneller als Menéndez war, einen weiteren Medaillengewinn.
Vier Jahre darauf trat Menéndez in Moskau im Zweier-Kajak mit Guillermo del Riego über 500 Meter und mit Luis Gregorio Ramos über 1000 Meter an. Mit del Riego gewann er den Vorlauf und den Halbfinallauf, musste sich im Endlauf dann aber mit einer Rennzeit von 1:33,65 Minuten Uladsimir Parfjanowitsch und Sergei Tschuchrai aus der Sowjetunion geschlagen geben, womit die beiden die Silbermedaille gewannen. Auch mit Ramos auf der 1000-Meter-Distanz war Menéndez im Vor- und im Halbfinallauf zunächst siegreich gewesen, ehe sie im Endlauf hinter Parfjanowitsch und Tschuchrai sowie den Ungarn István Szabó und István Joós den Bronzerang belegten. Bei der Eröffnungsfeier der Spiele fungierte Menéndez als Fahnenträger der spanischen Delegation. Bei den Olympischen Spielen 1984 in Los Angeles trat Menéndez in den beiden Konkurrenzen im Zweier-Kajak mit Guillermo del Riego an. Dabei belegten sie auf der 1000-Meter-Strecke den siebten Platz. Über 500 Meter schieden sie im Halbfinale aus.
Weitere Medaillen gewann Menéndez vor allem mit dem Vierer-Kajak bei Weltmeisterschaften. Bereits 1975 wurde er in Belgrad mit diesem Weltmeister, die Besatzung bestand dabei aus denselben Kanuten, die ein Jahr darauf olympisches Silber gewannen. 1977 belegte er über 500 und auch über 1000 Meter jeweils den dritten Platz. Erneut in Belgrad folgten 1978 eine Silbermedaille über 500 Meter sowie eine Bronzemedaille über die 1000-Meter-Distanz. Eine weitere Bronzemedaille gewann López im Einer-Kajak mit der 4-mal-500-Meter-Staffel bei den Weltmeisterschaften 1975. Außerdem wurde Ramos 1979 in Duisburg über 10.000 Meter und 1982 in Belgrad über 1000 Meter jeweils mit Luis Gregorio Ramos im Zweier-Kajak Dritter. Bei den Mittelmeerspielen 1979 in Split sicherte er sich mit dem Vierer-Kajak sowohl über 500 Meter als auch über 1000 Meter die Goldmedaille. Im Einer-Kajak gewann er auf der 500-Meter-Strecke Bronze.